# Przydargiń
Przydargiń – wieś w Polsce położona w województwie zachodniopomorskim, w powiecie koszalińskim, w gminie Bobolice. Miejscowość wchodzi w skład sołectwa Głodowa.
We wsi znajduje się dwór wybudowany na początku XX w. przez jego właściciela Goede, do którego należał też majątek w pobliskich Różanach. Przebudowa dworu w latach 70. XX w. oraz w roku 1991 pozbawiła budynek jego pierwotnych cech.
W latach 1975–1998 miejscowość położona była w województwie koszalińskim.